# أل هانسن
أل هانسن (بالإنجليزية: Al Hansen) هو رسام وفنان أمريكي، ولد في 5 أكتوبر 1927 في نيويورك في الولايات المتحدة، وتوفي في 22 يونيو 1995 في كولونيا في ألمانيا.